# Триша Зорн
Триша Зорн (енгл. Trischa Zorn; рођена 1. јуна 1964. у Оранџу, Калифорнија) је америчка параолимпијска пливачица. Слепа од рођења, такмичила се у параолимпијском пливању (категорије инвалидности С12, СБ12 и СМ12). Она је најуспешнији спортиста у историји Параолимпијских игара, са 55 медаља (41 златну, 9 сребрних и 5 бронзаних), и примљена је у Параолимпијску кућу славних 2012. Положила је параолимпијску заклетву за спортисте на Летњим параолимпијским играма 1996. у Атланти.

## Биографија
Зорн је студирала специјално образовање на Универзитету Небраска и школску администрацију и надзор на Indiana University–Purdue University Indianapolis и право на IU Robert H. McKinney School of Law.
Учествовала је на Параолимпијским играма 1980, 1984, 1988, 1992, 1996, 2000. и 2004. и освојила укупно 55 медаља (41 златна, 9 сребрних, 5 бронзаних). На Играма 1996. у Атланти освојила је више медаља од било које друге атлетичарке: две златне, три сребрне и три бронзане. Такође је била на врху табеле појединачних медаља на Параолимпијским играма 1992. у Барселони  са десет златних и две сребрне. Освојила је седам златних медаља током својих првих Игара 1980 .
Након Игара у Сиднеју 2000. године, такође је држала осам светских рекорда у категорији инвалидности (50 м леђно, 100 м леђно, 200 м леђно, 200 м појединачно мешовито, 400 м појединачно мешовито, 200 м прсно, 4×50 м мешовито штафета, 4×50 м слободни штафет).
Дана 1. јануара 2005, Зорн је била једна од осам спортиста који су одликовани током прославе Нове године на Тајмс скверу у Њујорку. Осталих седам били су Ијан Торп из Аустралије, Нађа Команечи из Румуније, Џорг Веа из Либерије, Франсоаз Мбанго Етон из Камеруна, Гао Мин из Кине, Феликс Санцчез из Доминиканске Републике и Барт Конер из Сједињених Држава. Осам спортиста је било „централна позорница током фестивала у одбројавању које води до одзвањења Нове године“. Године 2012. примљена је у Међународну кућу славних параолимпијца.
Иако се више не такмичи као пливач, Зорн ради као правни стручњак за Одељење за питања ветерана и живи у близини Индијанаполиса, Индијана.

## Параолимпијске медаље
Медаље без штафета од Летњих параолимпијских игара 1980. до Летњих параолимпијских игара 1988. су 46 (32, 9, 5) за ИПЦ. Штафета Сједињених Држава, у категорији Зорн, освојила је 5 златних и 1 сребро на ове три Параолимпијске игре. Знакови питања у инфокутији се, међутим, односе на 9 златних медаља (не 5 златних и 1 сребрну медаљу), ово треба да потврди укупан број од 55 (од којих 41 златна), пријављен на многим веб локацијама, укључујући и ону званичног ИПЦ-а у другом његовог чланка.
| Параолимпијске игре | Појединачно | Појединачно | Појединачно | Тимско | Тимско | Тимско | Укупно | Укупно | Укупно |   |
| ------------------- | ----------- | ----------- | ----------- | ------ | ------ | ------ | ------ | ------ | ------ | - |
| Параолимпијске игре | 1980 Арнем  | 5           | 0           | 0      | 2      | 0      | 0      | 7      | 0      | 0 |
| 1984 Њујорк         | 5           | 0           | 0           | 1      | 1      | 0      | 6      | 1      | 0      |   |
| 1988 Сеулl          | 10          | 0           | 0           | 2      | 0      | 0      | 12     | 0      | 0      |   |
| 1992 Барселона      | 8           | 2           | 0           | 2      | 0      | 0      | 10     | 2      | 0      |   |
| 1996 Атланта        | 2           | 2           | 2           | 0      | 1      | 1      | 2      | 3      | 3      |   |
| 2000 Сиднеј         | 0           | 4           | 1           | 0      | 0      | 0      | 0      | 4      | 1      |   |
| 2004 Атина          | 0           | 0           | 1           | 0      | 0      | 0      | 0      | 0      | 1      |   |
| Укупно              | 30          | 8           | 4           | 7      | 2      | 1      | 37     | 10     | 5      |   |